# Allophylus salinarius
Allophylus salinarius là một loài thực vật có hoa trong họ Bồ hòn. Loài này được Gagnep. mô tả khoa học đầu tiên năm 1947.